# 산티아고아티틀란

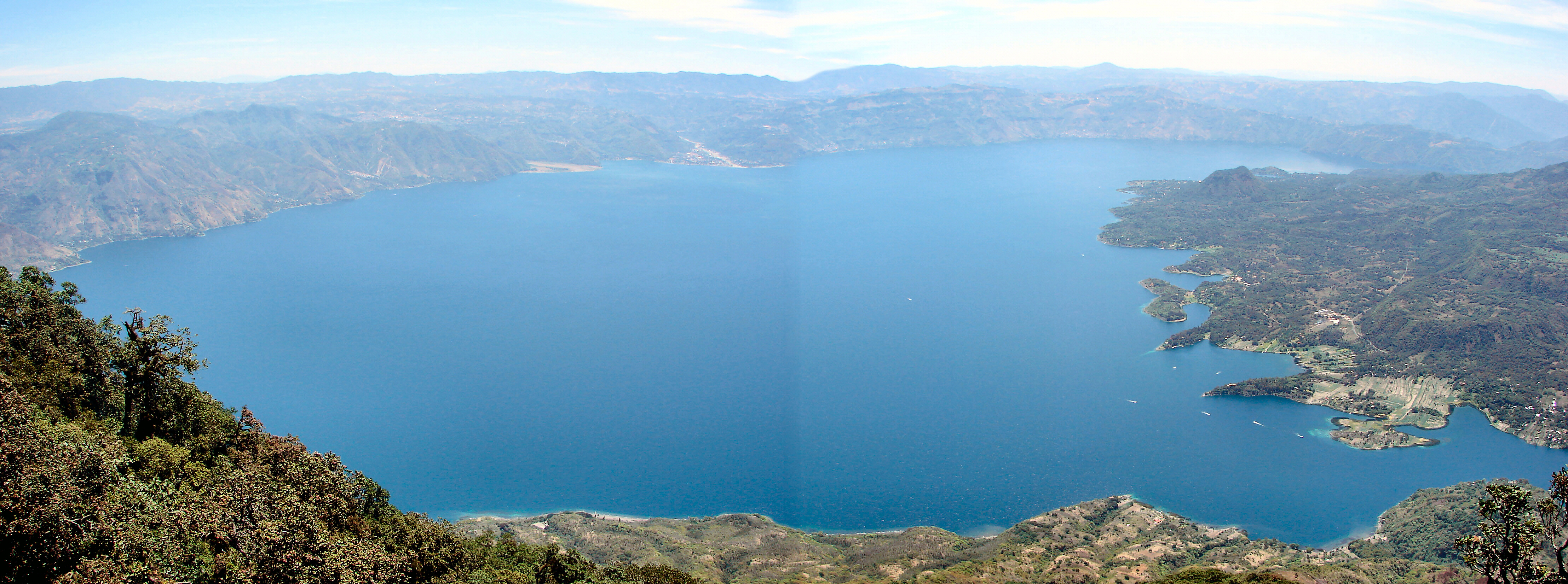
산티아고아티틀란

산티아고아티틀란(스페인어: Santiago Atitlán)은 과테말라 솔롤라주의 도시로 면적은 136km2, 높이는 1,567m, 인구는 45,982명(2012년 기준)이다.